# Rimavská Seč
Rimavská Seč este o comună slovacă, aflată în districtul Rimavská Sobota din regiunea Banská Bystrica, pe malul râului Rimava⁠(d). Localitatea se află la altitudinea de 173 m deasupra n.m., se întinde pe o suprafață de 17,32 km2 și în 2017 număra 2.104 locuitori. Se învecinează cu Ivanice, Zádor, Číž, Vlkyňa, Ózd, Janice, Rimavská Sobota, Martinová, Chrámec, Orávka și Cakov.

## Istoric
Localitatea Rimavská Seč este atestată documentar din 1289.

## Demografie
| An:                | 1994 | 2004   | 2014   | 2024   |
| ------------------ | ---- | ------ | ------ | ------ |
| Număr de persoane: | 1700 | 1869   | 2039   | 2219   |
| Diferență:         |      | +9,94% | +9,09% | +8,82% |

| An:                | 2023 | 2024   |
| ------------------ | ---- | ------ |
| Număr de persoane: | 2221 | 2219   |
| Diferență:         |      | −0,09% |